# The Butcher's Ballroom
The Butcher's Ballroom (El salón de baile del carnicero) es el álbum debut de la banda sueca de Avant-garde metal, Diablo Swing Orchestra, publicado en 2006. El álbum contiene 13 canciones, de las cuales, 4 fueron previamente publicadas en su primer EP Borderlines Hymns. El listado de canciones se divide en dos actos, el primer acto va de la primera canción "Balrog Boogie" hasta la canción 6, "Velvet Embracer", mientras que el segundo, inicia en la séptima canción "Gunpowder Chant" hasta "Pink Noise Waltz". El álbum recibió en 2006 el premio Metal Storm como "The Biggest Surprise".

## Listado de canciones

### Primer Acto
| N.º | Título                       | Escritor(es) | Duración |  |
| 1.  | «Balrog Boogie»              |              | 3:53     |  |
| 2.  | «Heroines»                   |              | 5:22     |  |
| 3.  | «Poetic Pitbull Revolutions» |              | 4:51     |  |
| 4.  | «Rag Doll Physics»           |              | 3:53     |  |
| 5.  | «D'Angelo»                   |              | 1:54     |  |
| 6.  | «Velvet Embracer»            |              | 4:05     |  |

### Segundo Acto
| N.º | Título                       | Escritor(es) | Duración |  |
| 7.  | «Gunpowder Chant»            |              | 1:50     |  |
| 8.  | «Infralove»                  |              | 4:54     |  |
| 9.  | «Wedding March for a Bullet» |              | 3:13     |  |
| 10. | «Qualms of Conscience»       |              | 1:16     |  |
| 11. | «Zodiac Virtues»             |              | 4:47     |  |
| 12. | «Porcelain Judas»            |              | 4:09     |  |
| 13. | «Pink Noise Waltz»           |              | 6:06     |  |

### Bonus en la edición de Gravis Records paraMéxico
| mexican version bonus track |                         |              |          |  |
| N.º                         | Título                  | Escritor(es) | Duración |  |
| 12.                         | «Zodiac Virtues (Demo)» |              | 4:45     |  |